# Khaya ivorensis
Khaya ivorensis är en tvåhjärtbladig växtart som beskrevs av Auguste Jean Baptiste Chevalier. Khaya ivorensis ingår i släktet Khaya och familjen Meliaceae. Inga underarter finns listade i Catalogue of Life.